# ألبرت لويس
ألبرت لويس (بالإنجليزية: Albert Lewis)‏ هو لاعب كرة قدم أمريكية أمريكي، ولد في 6 أكتوبر 1960 في مانسفيلد في الولايات المتحدة.

## وصلات خارجية
- ألبرت لويس على موقع مرجع كرة القدم المحترفة.كوم (الإنجليزية)
- ألبرت لويس على موقع قاعة لويزيانا للمشاهير الرياضية (الإنجليزية)